# Chiles historia

Chiles flagga

Området som är dagens Chile har varit befolkat sedan minst 12 000 f.Kr. På 1600-talet började de spanska conquistadorerna att utforska och kolonisera området som var en spansk koloni från 1540 till 1818, då det blev självständigt. Chiles ekonomiska utveckling har successivt bestått av export av i första hand jordbruksprodukter; först salpeter och senare koppar fram till 1980-talet.

## Förhistoria

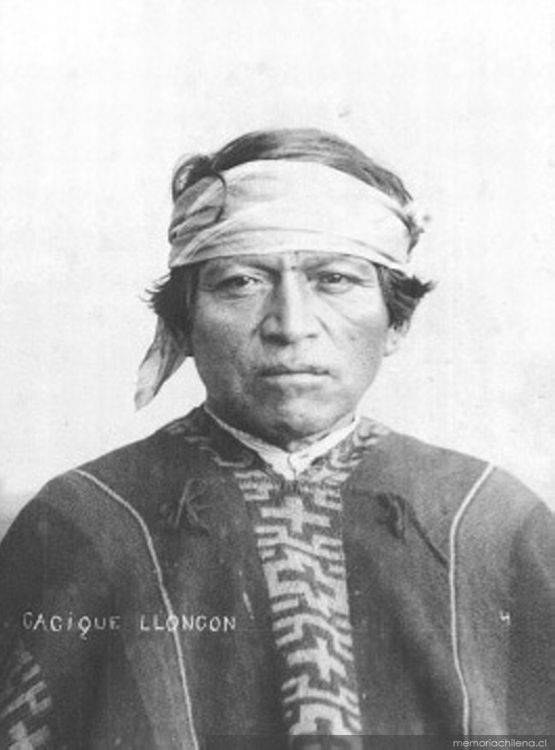
Mapuchefolket är den största gruppen av ursprungsbefolkningen som finns kvar i Chile.

Före spanjorernas ankomst var Chile bebott av olika inhemska nomadiska stamfolksgrupper. De äldsta arkeologiska lämningarna i landet har påträffats i Monte Verde, nära Puerto Montt och dateras till 12 500 f.Kr.
Andra fynd har påträffats i grottan Fell, i Eldslandet (Chiles sydligaste bebodda plats), vilket tyder på mänsklig närvaro där 7000 år f.Kr.
Klimatförändringarna cirka 6000 f.Kr förändrade drastiskt människornas villkor; Atacamaöknen bildades och många arter försvann. Ursprungsbefolkningen fick anpassa sig till ett något varmare klimat, och många flyttade från norr till kust- och central-dalen. På så sätt bildades de huvudsakliga grupperna: Atacamafolket, Aymara och Diaguita i norr, chango på den norra kusten, Mapuchefolket i centrala dalen samt Chon, Alacalufe, Ona och yaghan i Patagonien.
Under 1500-talet påverkades ursprungsbefolkningens kultur av Inkariket i den norra delen av nuvarande Chile. Det började med inkaledarna Pachakutiqs expeditioner och slutfördes under ledning av Sapa Inca Huayna Capac och Sapa Inca Túpac Yupanqui. Dessa flyttade sig söderut till Aymara, Atacameño och Diaguitas picunches för att slutligen ha norra delen av floden Río Maule som gräns efter slaget vid Maule mot Mapuchefolket.
Under tiden utvecklades en kultur med polynesisk karaktär på Påskön som var mycket avancerad trots dess isolering. Rapa Nuis kultur utvecklade ett eget språk och skrift som nu är borta och stora skulpturer kända som moais uppfördes. Någonstans mellan 1600-talet och 1800-talet pågick ett inbördeskrig som kom att utplåna de flesta spår av denna civilisation.
Av de cirka 17 ursprungliga befolkningsgrupperna som fanns i Chile har 11 försvunnit. De som har överlevt är mapuche, aymara, quechua, rapa nui, huilliche och pehuenche.

## Upptäckartiden 1520–1541
Den första europeiska expedition som såg Chile leddes av upptäckaren Ferdinand Magellan och Juan Sebastián de Elcano under den första världsomseglingen. De seglade genom Magellans sund i november 1520 på order av Carlos I, kung av Spanien.
Under 1530-talet erövrade Spanien under ledning av conquistadoren Francisco Pizarro de centrala delarna av Inkariket. Där fick de höra talas om ett guldrikt land (förmodligen Eldorado) i söder som hette Chile. Cuzcos erövrare Diego de Almagro beslöt att leda en expedition söderut. 400 conquistadorer åtföljda av ett stort antal bärare och lamadjur begav sig söderut via den bolivianska högplatån; bärarna försvann dock i ett tidigt skede med förnödenheterna. Under stora svårigheter korsade expeditionen Anderna genom ett pass på 4200 meter över havet i närheten av Copiapó i Chile år 1536. Almagro avancerade till Aconcaguafloden i centrala Chile där han satte upp sitt läger och skickade ut expeditioner för att utforska landet. De åtrådda rikedomarna fanns dock inte, och spanjorerna vände hem. Den här gången valde de istället att korsa Atacamaöknen.

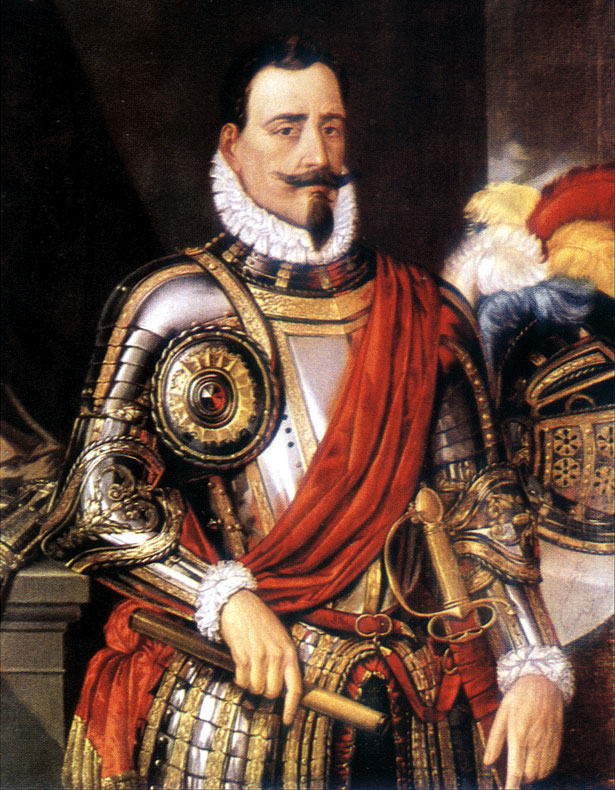
Pedro de Valdivia

## Kolonialtiden 1541–1810
År 1540 bestämde sig Pedro de Valdivia för att erövra Chile, men hade svårigheter med att hitta intresserade till expeditionen. Han hade turen att träffa på conquistadorer som misslyckats i Bolivia längs vägen som slog följe med Valdivia. När han kom fram till Chile hade han en styrka på 150 man. I Copiapódalen tog han landet i besittning för kungen av Spaniens räkning och kallade landet Nueva Extremadura (efter sin hemprovins Extremadura). Han grundade den första staden, Santiago del la Nueva Extremadura, den 12 februari 1541. Efter grundandet av Santiago delade kolonisterna upp land och indianer mellan sig.
Efter att ha korsat floden Bío-Bío mot söder mötte han oväntat motstånd från lokalbefolkningen, Mapuchefolket. Han lyckades grunda flera städer och befästningar i södra Chile men dog år 1553 efter slaget vid Tucapel. Vid sekelskiftet utbröt ett allmänt uppror kallat Araucokriget vilket slutade med att alla städer i Chile söder om Bio-Bio ödelades. Den enda staden som byggdes upp igen var Valdivia, denna gång med starka befästningar. Chile hade vid den tiden blivit ett besvär för myndigheterna i Peru, vilka ansvarade för Chile inför kungen.

## Frihetstiden

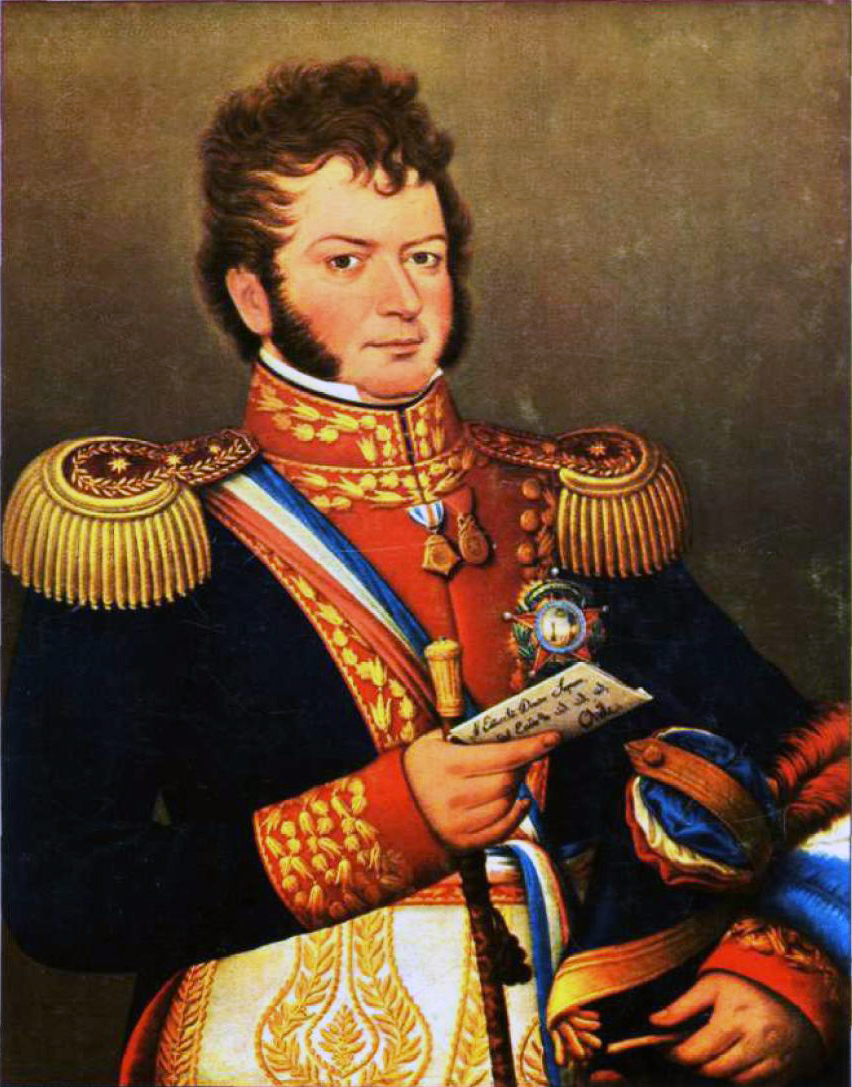
O'Higgins

1818 blev Chile en självständig stat efter att ha varit en spansk koloni. Det blev startpunkten på en stolt demokratisk tradition. 1818 blev den irländsk-ättade Bernardo O'Higgins landets första president. Under militärjuntans år försökte man svartmåla O'Higgins eftermäle genom att framställa honom som en diktator. Bernardo O'Higgins regerade fram till 1823.

## Första republiken 1823–1925
Chile låg i krig mot Peru och Bolivia mellan 1879 och 1884, i det som kallas Stillahavskrigen. Chile vann kriget och kunde expandera sitt territorium med nästan en tredjedel. Bolivia blev utan kust och Peru förlorade tre provinser (en av dessa återgick till Peru på 1920-talet).
Efter kriget tog konflikten Araucokriget slut 1881; konflikten hade då pågått i 300 år. Påskön blev chilensk 1888.

## Andra republiken 1925–1973
År 1920 vann reformkandidaten Arturo Alessandri presidentvalet. Hans mandatperiod avslutades med två militära interventioner; den första ägde rum 1924 och han blev då avsatt. Han blev återinsatt i den andra interventionen året därpå. Interventionerna och Alessandris popularitet bidrog till att Chile 1925 fick en ny grundlag och en progressiv social lagstiftning.
Depressionen 1930 destabiliserade landet och ett flertal regeringar kom och gick de följande åren. 1938 kom en vänsterkoalition till makten och inledde en progressiv socialpolitik; bland annat delades subventioner ut till industrin.
Efter andra världskriget slutade center- och vänsterpartierna i Chile att samarbeta och 1948 förbjöds kommunistpartiet. Under de kommande åren blev ekonomin allt svagare. Jordbruket var ineffektivt, för få arbetstillfällen skapades och beroendet av kopparexport skadade ekonomin. Chile drabbades av kraftig inflation och inflyttning från landsbygden ledde till stora slumområden i städerna. De ekonomiska problemen och den kubanska revolutionen bidrog till ett hårdnande politisk klimat.
År 1964 valdes kristdemokraten Eduardo Frei till president. Han stöddes av USA som vunnit stort inflytande över landets gruvindustri. Han kom till makten med ett reformprogram i ryggen som utlovade ökat chilenskt inflytande över kopparbrytningen, stöd åt invånarna i städernas slum och jordreformer. Han blev hårt kritiserad från både höger och vänster för sina reformer; följden blev ytterligare politisk radikalisering och ökad social oro.

### Allendes regering 1970–1973
Se även: Presidentvalet i Chile 1970, militärkuppen i Chile 1973
1970 valdes Salvador Allende som Chiles president. Detta var något som Moskva såg som en triumf för marxismen, och ryssarna stödde därför hans regering.. Allende var socialist, och under hans tid som president förstatligades bland annat USA-ägda koppargruvor. Han motarbetades därför av både amerikanska och inhemska företag, samt av CIA. 1973 störtades Allende i en militärkupp, och en militärdiktatur under Augusto Pinochet tog vid.

## Militärjuntan 1973–1990
Den 17-åriga period då militärjuntan ledde landet präglades av olika brott mot de mänskliga rättigheterna.
Den ekonomiska politiken ändrades radikalt; en grupp ekonomer utbildade i Chicago, de så kallade Chicago Boys, fick stort inflytande. Milton Friedman, under vars ledning de studerat, uppfattade den nya ekonomiska politiken som en stor framgång, "Miracle of Chile", medan kritiker som Amartya Sen menar att den var ett stort misslyckande.
1980 hölls en folkomröstning om en ny författning. Förslaget till ny konstitution fick stöd av 67 procent av befolkningen och innebar att Pinochet fick sitta kvar i åtminstone 8 år till.
Missnöjet med diktaturen växte under 1980-talet. I spetsen för motståndet gick fackföreningarna och kyrkan, men även medelklassen protesterade. Motståndsrörelsen blev dock inte politiskt organiserad förrän 1985. Den nya författningen (som var skriven av Jaime Guzmán) tvingade Pinochets regering att anordna en folkomröstning om hans fortsatta regerande 1988. Pinochet förlorade i omröstningen och diktaturen tog officiellt slut den 11 mars 1990, då en demokratiskt vald regering tog vid.

## Tredje republiken 1990–

### 1990–1994: Början på demokratiseringsprocessen
Den 11 mars 1990 svors Patricio Ailwyn in som Chiles president. Redan från början ville han se till att övergången till demokrati gick så smidigt som möjligt, bland annat genom den banbrytande Rettig-rapporten, som var en lista över samtliga personer som "försvann" under Pinochet-regimen. Försiktiga demokratiska reformer inleddes. Under hans regering minskade inflationen och arbetslösheten.
Trots detta var stödet för Aylwin litet under hans fyra år som Chiles president.

### 1994–2000: Frei Jr:s väg till ett modernare Chile
Valet 1993 var främst en uppgörelse mellan två män: Arturo Alessandri Bessa (den tredje i familjen Alessandri att kandidera som president) och Eduardo Frei Ruiz-Tagle (son till Eduardo Frei Montalva, president 1964–1970).
Eduardo Frei Ruiz-Tagle vann slutligen valet med 58 % av rösterna. Under sina 6 år vid makten fortsatte han på samma väg som Ailwyn hade stakat ut. Förhandlingarna om att gå med i NAFTA blev oerhört viktiga för ekonomin.
De sista åren av Freis mandatperiod blev däremot en uppgörelse med det förflutna genom gripandet av exdiktatorn Augusto Pinochet i London 1998, på uppdrag av den spanske åklagaren Baltasar Garzon.

### 2000–2006: Lagos kontra Pinochet, en ojämn kamp
Socialistpartiets kandidat Ricardo Lagos blev vald till president 2000. Det krävdes dock två valomgångar mot högerkandidaten Joaquin Lavin innan valet kunde avgöras till hans fördel.
Lagos fick en utmaning på sin post från första början. Utöver uppdraget att fortsätta arbeta med de framsteg som Eduardo Frei Ruiz-Tagle hade gjort fick hans regering handskas med fallet Pinochet, eftersom Pinochet återvände till Chile i mars 2000. Efter flera turer i domstolarna dömdes Pinochet till husarrest.
Anklagelser om korruption förvärrade situationen i början av Lagos mandattid, men till följd av den ekonomisk återhämtningen steg hans popularitet, trots många klagomål om arbetslöshet, brottslighet, hälsa och utbildning. 75 % av befolkningen stödde presidenten i samband med det internationella deltagande i säkerhetsrådet i FN och dess förkastande av invasionen av Irak och undertecknandet av frihandelsavtal med EU, USA och Sydkorea.

### 2006–2010: Bachelet skriver politisk historia
Se: Presidentvalet i Chile 2005-2006
Även presidentvalet 2005 gick till en andra omgång. Kampen stod främst mellan högerns Joaquin Lavin, Sebastián Piñera och socialistpartiets Michelle Bachelet. I andra omgången i januari 2006 stod kampen mellan Piñera och Bachelet, en kamp som Bachelet vann. Hon blev därmed en av de få demokratiskt valda kvinnliga presidenterna i världen sedan 1945. Hennes första regeringsår kantades av problem, först under juni med studentprotester och polisiärt övervåld, sedan Pinochets död i december. Pinochets död tvingade Bachelet att diskutera huruvida statsbegravning skulle hållas, något som hon inte ville gå med på. Under 2007 stötte Bachelets regering på nya problem, främst med Transantiago-systemet.
Bachelet popularitet ökade under slutet av hennes regeringstid. På grund av bland annat hälsovårds- och skolreformer, kvinnomordets brottsrubricering och Chiles inträde i OECD lämnade Bachelet presidentstolen med rekordhöga popularitetssiffror (90 %). Många indicier pekade på att högern skulle vinna för första gången på 20 år i valet 2010.

### 2010–2014: Första folkvalde högerpresidenten sedan 1958
Se även: Presidentvalet i Chile 2009-2010
Inte heller denna gång valdes en president i första omgången. De tre huvudkandidaterna i valet 2010 var Eduardo Frei Ruiz-Tagle, Marco Enríquez-Ominami och Sebastián Piñera. Frei och Piñera gick vidare till andra omgången som avgjordes i januari 2010. Piñera vann detta val med 52 %, mot Freis 48 %, och bröt genom det center-vänsterns 20 år vid makten.
Precis som för Lagos och Bachelet blev Piñeras första regeringsår kantade av svårigheter. 2010 inleddes med jordbävningen i centrala Chile den 27 februari och avslutades med gruvolyckan i Copiapó under hösten. Trots att popularitetssiffrorna vände för Piñera efter räddningsaktionen i gruvan höll den negativa trenden i sig, främst på grund av skandalen med Bio-Bio-regionens intendent Jaqueline Van Rysselberghe. Även skandaler inom katolska kyrkan och gaskrisen i sydligaste Chile påverkade honom negativt i popularitetssiffrorna (45 %, hälften av Bachelets rekordnoteringar). Popularitetssiffrorna sjönk ytterligare efter godkännandet av HidroAysen-projektet i mitten av 2011. Nya studentdemonstrationer utbröt, denna gång med stöd från svenska studentrörelsen, i protest mot Chiles universitetssystem som i många fall innehåller profitintresse.
År 2012 började dock trenden vända för Piñera, mycket på grund av ett flertal hälso- och socialreformer. I mars 2013 bekräftade Michelle Bachelet att hon skulle ställa upp i presidentvalet i november, vilket försvårade högerns möjlighet att hitta en motkandidat.

### 2014–2018: Bachelets andra regering och Piñeras andra regering 2018-2022
Sebastain Piñera var president från år 2010 till 2014. Bachelet och Piñera har turats om som presidenter sedan Bachelet tog över första gången som president år 2006. Hon efterträddes av Piñera som alltså i sin tur lämnade över presidentposten till Bachelet år 2014. I presidenvalet i Chile 2017 segrade ex-presidenten och miljardären Sebastián Piñera med klar marginal  och han gjorde comeback som president i Chile 2018.

### Gabriel Boric 2022-
I december 2021 valdes vänsterpolitikern Gabriel Boric till Chiles nästa president, han fick 55 procent av rösterna mot 45 för motståndaren José Antonio Kast. Boric, 35 år, blev Chiles yngsta president hittills och den yngsta i Latinamerika.